# Dalmatolacerta oxycephala
Genre
Espèce
Synonymes
- Lacerta oxycephala Duméril & Bibron, 1839

Statut de conservation UICN

 LC  : Préoccupation mineure
Le lézard oxycéphale, Dalmatolacerta oxycephala, unique représentant du genre Dalmatolacerta, est une espèce de sauriens de la famille des Lacertidae.

## Répartition
Cette espèce se rencontre dans le sud de la Croatie, en Bosnie-Herzégovine et au Monténégro.

## Description
Ce reptile est vert sombre dessus et vert pale sous le corps, tirant sur le marron sur le corps chez certains individus. Le dos est généralement parsemé de petits points plus clairs. La tête est triangulaire, la queue est longue, généralement rayée transversalement de sombre.

## Publications originales
- Arnold, Arribas & Carranza, 2007 : Systematics of the Palaearctic and Oriental lizard tribe Lacertini (Squamata: Lacertidae: Lacertinae), with descriptions of eight new genera. Zootaxa, no 1430, p. 1-86.
- Duméril & Bibron, 1839 : Erpétologie Générale ou Histoire Naturelle Complète des Reptiles. vol. 5, Roret/Fain et Thunot, Paris, p. 1-871 (texte intégral).